# PDP-8
디지털 이큅먼트 코퍼레이션(DEC)이 개발한 12비트 PDP-8은 상업적으로 성공한 최초의 미니컴퓨터이다. DEC는 이 제품을 1965년 3월 22일에 18,500 달러의 가격으로 선보였으며(2016년 기준으로 약 140,000 달러의 가치와 맞먹음) 최종적으로 50,000대 이상의 시스템을 판매함으로써 당시까지 컴퓨터의 대부분을 차지하였다. PDP-8은 20,000 달러 미만으로 판매된 최초의 컴퓨터였으며, DEC는 $10,000 달러 미만으로 PDP-8/S를 판매하였다. DEC PDP 시리즈 컴퓨터 중 가장 많이 판매된 컴퓨터였다. (PDP-5는 범용 목적 컴퓨터로 개발된 것이 아니었음) PDP-8의 초기 버전을 설계한 선임 엔지니어는 Edson de Castro였으며 나중에 데이터 제너럴을 창립한 인물이다.

## PDP-8의 버전
- PDP-8
- LINC-8
- PDP-8/S
- PDP-8/I
- PDP-8/L
- PDP-12
- PDP-8/E
- PDP-8/F
- PDP-8/M
- PDP-8/A
- Intersil 6100 싱글 칩 PDP-8 호환 마이크로프로세서 (VT78에 사용)
- 해리스 6120 CMOS 싱글 칩 PDP-8 호환 마이크로프로세서 (DECmate 워드 프로세서에 사용)